# بول غرانت (لاعب رغبي)
بول غرانت (بالإنجليزية: Paul Grant)‏ هو لاعب رياضة اتحاد الرغبي من نيوزيلندا. ولد في 27 أكتوبر 1987 في بالكلوثا (بالإنجليزية: Balclutha)‏ في نيوزيلندا.

## وصلات خارجية
- باول غرانت على موقع دوري الرغبي الممتاز (الإنجليزية)
- باول غرانت على موقع سلسلة سباعيات الرغبي العالمية - رجال (الإنجليزية)
- باول غرانت على موقع ItsRugby.co.uk (الإنجليزية)